# Arthur Harari

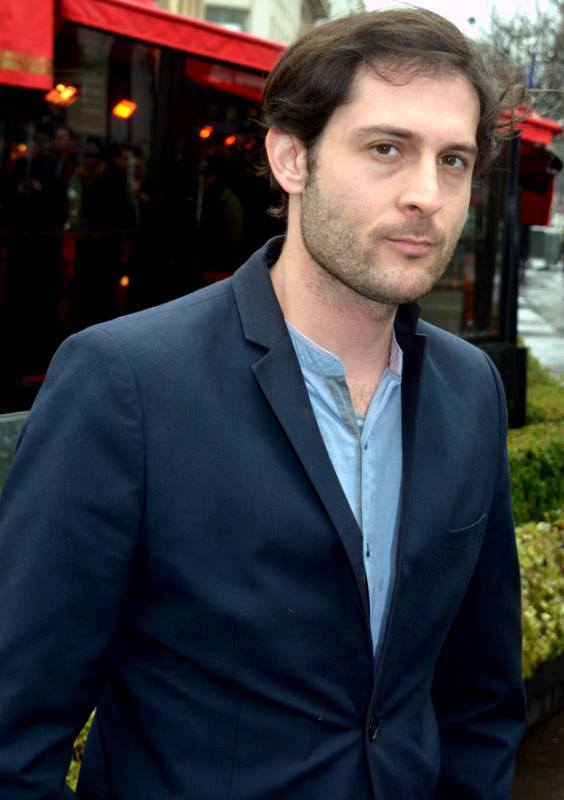
Arthur Harari 2017

Arthur Harari (* 1981 in Paris) ist ein französischer Schauspieler, Regisseur und Drehbuchautor.

## Leben
Harari entstammt einer Architekten- und Schauspielerfamilie. Sein Großvater war der Schauspieler und Filmarchitekt Clément Harari (1919–2008). Bereits als Jugendlicher führte Arthur Harari mit seinem Bruder Tom Harari Regie bei verschiedenen Kurzfilmen, die sie in Super 8 aufnahmen. Später wurde Tom Harari Kameramann und arbeitete mit Arthur Harari zusammen. Der jüngere Bruder Lucas Harari war als Schauspieler auch an verschiedenen Filmen Arthur Hararis beteiligt.
Harari studierte Regie an der Universität Paris VIII und besuchte in Saint-Denis unter anderem Kurse bei Claire Simon. Er lernte Regisseurin Justine Triet kennen, die seine Lebensgefährtin wurde; beide haben eine Tochter.
Harari veröffentlichte 2007 seinen ersten Mittellangfilm La main sur la gueule, der unter anderem auf dem Clermont-Ferrand International Short Film Festival lief und dort auch ausgezeichnet wurde (Lobende Erwähnung der Jury, ADAMI Award für den Besten Schauspieler). Beim Festival Paris Cinema erhielt Harari für den Film den Publikumspreis. Mit seinem Kurzfilm Peine perdue gewann Harari 2014 in Clermont-Ferrand schließlich den Preis der Jugendjury.
Justine Triet besetzte Harari in ihren Filmen Der Präsident und meine Kinder (2013) und Victoria – Männer & andere Missgeschicke als Schauspieler. Mit Schwarzer Diamant gab Harari schließlich 2016 sein Langfilmregiebedüt; an der Kamera stand Tom Harari. Das Syndicat Français de la Critique de Cinéma et des Films de Télévision zeichnete den Film 2017 mit dem Preis für das Beste Erstlingswerk aus. Harari wurde für den Rachethriller unter anderem für den César (Bestes Erstlingswerk), den Prix Lumières (Prix Heike Hurst für das Beste Erstlingswerk) und den Louis-Delluc-Preis (Bestes Erstlingswerk) nominiert. Für den durch die Biografie des japanischen Offiziers Onoda Hirō inspirierten Film Onoda – 10.000 Nächte im Dschungel, der 2021 erschien und bei dem Harari Regie führte, gewann er 2022 den César für das Beste Originaldrehbuch. Vielfach preisgekrönt wurde auch sein gemeinsam mit Triet verfasstes Drehbuch zu Anatomie eines Falls (2023). Beide erhielten auch einen Oscar zuerkannt.

## Filmografie (Auswahl)
- 2007: La main sur la gueule
- 2013: Der Präsident und meine Kinder (La bataille de Solférino)
- 2013: Peine perdue
- 2016: Schwarzer Diamant (Diamant noir)
- 2016: Victoria – Männer & andere Missgeschicke (Victoria)
- 2017: Le lion est mort ce soir
- 2019: Sibyl – Therapie zwecklos (Sibyl) (Drehbuch, Co-Autor)
- 2021: Onoda – 10.000 Nächte im Dschungel (Onoda, 10 000 nuits dans la jungle)
- 2023: Anatomie eines Falls (Anatomie d’une chute) (Drehbuch, Co-Autor)

## Auszeichnungen (Auswahl)
- 2007: Publikumspreis für den besten Kurzfilm, Festival Paris Cinema, für La main sur la gueule
- 2008: Lobende Erwähnung, Clermont-Ferrand International Short Film Festival, für La main sur la gueule
- 2014: Press Award – Besondere Erwähnung und Preis der Jugendjury, Clermont-Ferrand International Short Film Festival, für Peine perdue
- 2016: Prix Louis Delluc, Bestes Erstlingswerk, für Schwarzer Diamant
- 2016: Nominierung Kritikerpreis, Filmfest Hamburg, für Schwarzer Diamant
- 2017: Nominierung Heike Hurst Award, Prix Lumières, für Schwarzer Diamant
- 2017: Kritikerpreis, Syndicat Français de la Critique de Cinéma et des Films de Télévision, für Schwarzer Diamant
- 2017: César-Nominierung, Bestes Erstlingswerk, für Schwarzer Diamant
- 2022: César, Bestes Originaldrehbuch, für Onoda – 10.000 Nächte im Dschungel
- 2023: Europäischer Filmpreis, für Anatomie eines Falls (Bestes Drehbuch – gemeinsam mit Justine Triet)
- 2024: Golden Globe, für Anatomie eines Falls (Bestes Drehbuch – gemeinsam mit Justine Triet)
- 2024: César , für Anatomie eines Falls (Bestes Originaldrehbuch – gemeinsam mit Justine Triet)
- 2024:  Oscar  für Anatomie eines Falls (Bestes Originaldrehbuch  – gemeinsam mit Justine Triet)